# Alice Odiot
Alice Odiot est une journaliste et réalisatrice française née en 1976. Elle est lauréate du prix Albert-Londres en 2012 pour son film Zambie, à qui profite le cuivre ?.
Son travail s’intéresse au monde du travail, aux dérives du capitalisme et au milieu carcéral.

## Carrière

### De la presse écrite au documentaire
Autodidacte, Alice Odiot commence sa carrière de journaliste  en 2000 dans la presse écrite aux côtés d’anciens du magazine Actuelrecrutés par Karl Zéro pour le magazine Le Vrai Papier Journal  financé par François Pinault.
Après un passage de deux ans à la rédaction en chef de la chaîne d’information en continu Itélé, elle quitte le journalisme pour le documentaire en 2005.
Elle participe à plusieurs enquêtes et devient assistante réalisatrice sur La Mise à mort du travail (2009) de Jean-Robert Viallet, La Gueule de l’emploi de Didier Cros et La France en face de Jean-Robert Viallet pour entre autres la maison de production Yami 2 qui produira plus tard plusieurs de ses films.

### Prix Albert-Londres
En 2012, Alice Odiot reçoit avec Audrey Gallet le prix Albert-Londres de l'audiovisuel pour le film Zambie, à qui profite le cuivre ? diffusé sur France 5. Les deux journalistes démontrent un vaste mécanisme d’évasion fiscale et de détournement de l’aide publique au développement. Elles enquêtent pendant deux ans sur la multinationale Glencore qui fournit le plus de cuivre au monde mais refuse de payer ses impôts dans la Zambie qu’elle exploite et pollue
À la suite de la diffusion du film, Alice Odiot annonce au micro d'Europe 1 « que Werner Hoyer, le président de la Banque européenne d’investissement (BEI) a déclaré que plus aucun fonds public n’irait à Glencore et qu’il confiait l’affaire à l’Office européen de lutte anti-fraude (OLAF). Cinquante députés européens ont demandé un moratoire à la BEI et auprès de la Commission européenne pour demander l’arrêt des financements des industries minières par des fonds publics européens ». Le monde écrit "pour leur premier film (...) les deux réalisatrices ont réussi un coup de maître." (Le monde publié le 28 mai 2011).

### Le monde carcéral
Alice Odiot retrouve Jean-Robert Viallet avec qui elle réalise en 2015 deux films sur des femmes confrontées à la prison près de Marseille. où elle vit, puis Des hommes (2019) où ils explorent le quotidien de la prison des Baumettes à travers les hommes qui y vivent. Le film sorti en salles en février 2019 fait partie de la sélection Acid Cannes 2019. Le monde écrit : « C’est à une expérience physique qu’a été soumis le spectateur. Elle vaut mieux que toutes les thèses. »

### Exportation d'armes
Son dernier film est une enquête diffusée sur Arte et la RTBF cosignée avec Sophie Nivelle Cardinale qui, entre Gaza et l'Europe interroge la responsabilité d'un fabricant de matériel de guerre français.

## Filmographie

### Auteure - réalisatrice
- 2011 : Zambie, à qui profite le cuivre ? (télévision) production France TV- Yami2
- 2015 : Jusqu’à ce que la mort nous sépare (télévision) Yami 2 Productions
- 2015 : Le mauvais œil (télévision)
- 2019 : Des hommes (coréalisateur : Jean-Robert Viallet)
- 2020 : Made in France, au service de la guerre (coréalisatrice : Sophie Nivelle Cardinale) (Arte)

## Distinctions

### Récompenses
- Prix Albert-Londres de l’audiovisuel 2012 pour Zambie, à qui profite le cuivre ?
- Étoile de la Scam 2012 pour Zambie, à qui profite le cuivre ?[12]
- Festival de Cannes 2019 - Programmation ACID : Des Hommes[13]